# A Caseta (Laroco)
A Caseta es un caserío situado en la parroquia de Freijido, del municipio español de Laroco, en la provincia de Orense, Galicia.

## Demografía
| Gráfica de evolución demográfica de A Caseta entre 2000 y 2022        |
| Error de línea de tiempo. No se pudieron almacenar archivos de salida |
| Datos según el nomenclátor publicado por el INE.                      |